# Флаг Южно-Сахалинска
Флаг Южно-Сахалинска (флаг городского округа «Город Ю́жно-Сахали́нск») Сахалинской области Российской Федерации.
Ныне действующий флаг был утверждён 22 сентября 2005 года как флаг муниципального образования «Город Южно-Сахалинск» (после муниципальной реформы — городской округ «Город Южно-Сахалинск»).
Флаг городского округа «Город Южно-Сахалинск» является официальным символом муниципального образования, подчёркивающим его неотъемлемую принадлежность территории Сахалинской области, отражающим особенности социально-экономического и географического положения столицы Сахалинской области, символом единства исторических и культурных традиций.

## Первый флаг
Первый флаг Южно-Сахалинска был утверждён 23 июля 1998 года решением городского Собрания города Южно-Сахалинска № 214/14. Описание флага гласило:

Флаг города Южно-Сахалинска представляет собой прямоугольное полотнище из трёх неравновеликих горизонтальных полос: верхней — белого, средней — голубого и нижней — тёмно-голубого цвета с изображением в его центральной части Герба города Южно-Сахалинска. Отношение ширины флага к его длине — 1:2.
Граница между тремя неравновеликими горизонтальными полосами представляет собой волнистую линию. Ширина белой полосы составляет чуть более 2/5, голубой — 1/5, тёмно-голубой чуть менее — 2/5 ширины флага. Герб города Южно-Сахалинска располагается в центре Флага и вписывается в прямоугольник со сторонами составляющими: шириной геральдического щита 1/2 и высотой — 2/3 ширины Флага.

Голубая и тёмно-голубая полосы символизируют Охотское и Японское моря Тихого океана, омывающие остров. Волнистая линия, разделяющая горизонтальные полосы, указывает на неспокойный характер означенных морей.

## Действующий флаг
22 сентября 2005 года, решением городского Собрания города Южно-Сахалинска № 1067/120-05-2, был утверждён новый флаг муниципального образования «Город Южно-Сахалинск»:

Флаг города Южно-Сахалинска представляет собой прямоугольное полотнище синего цвета с соотношением ширины флага к его длине 2:3, с изображением в его центральной части элементов символики герба города и в нижней части двойной волнистой линии белого цвета. Ширина волнистых линий и расстояние между ними составляет 1/20 часть от высоты флага. Расположение этих полос от нижнего края флага составляет 1/10 часть.
Элементы герба города Южно-Сахалинска располагаются в центре флага и вписываются в прямоугольник со сторонами, составляющими: шириной 1/3 ширины флага и высотой — 11/20 высоты флага. Расстояние от верха кромки флага до элементов герба составляет 3/20 высоты флага.

Символика фигур герба, изображённых на флаге, многозначна.
Ушко ключа воспроизводит цветок орнамента южно-сахалинской керамики; бородка ключа состоит из стилизованных литер «Ю. С.» Ключ поддерживают по сторонам два серебряных медведя, стоящие на серебряной ленте.
Ключ символизирует начало истории города.
Цветок — фрагмент орнамента на керамике, найденной археологами на Сусуйской стоянке древних племён.
Лента — река Сусуя, выпуклости на ленте — сопки с востока и запада, а углубление — долина, в которой расположен город.
Медведь — символ русской силы и мощи, почитаемый зверь древних людей острова.